# 磅巷

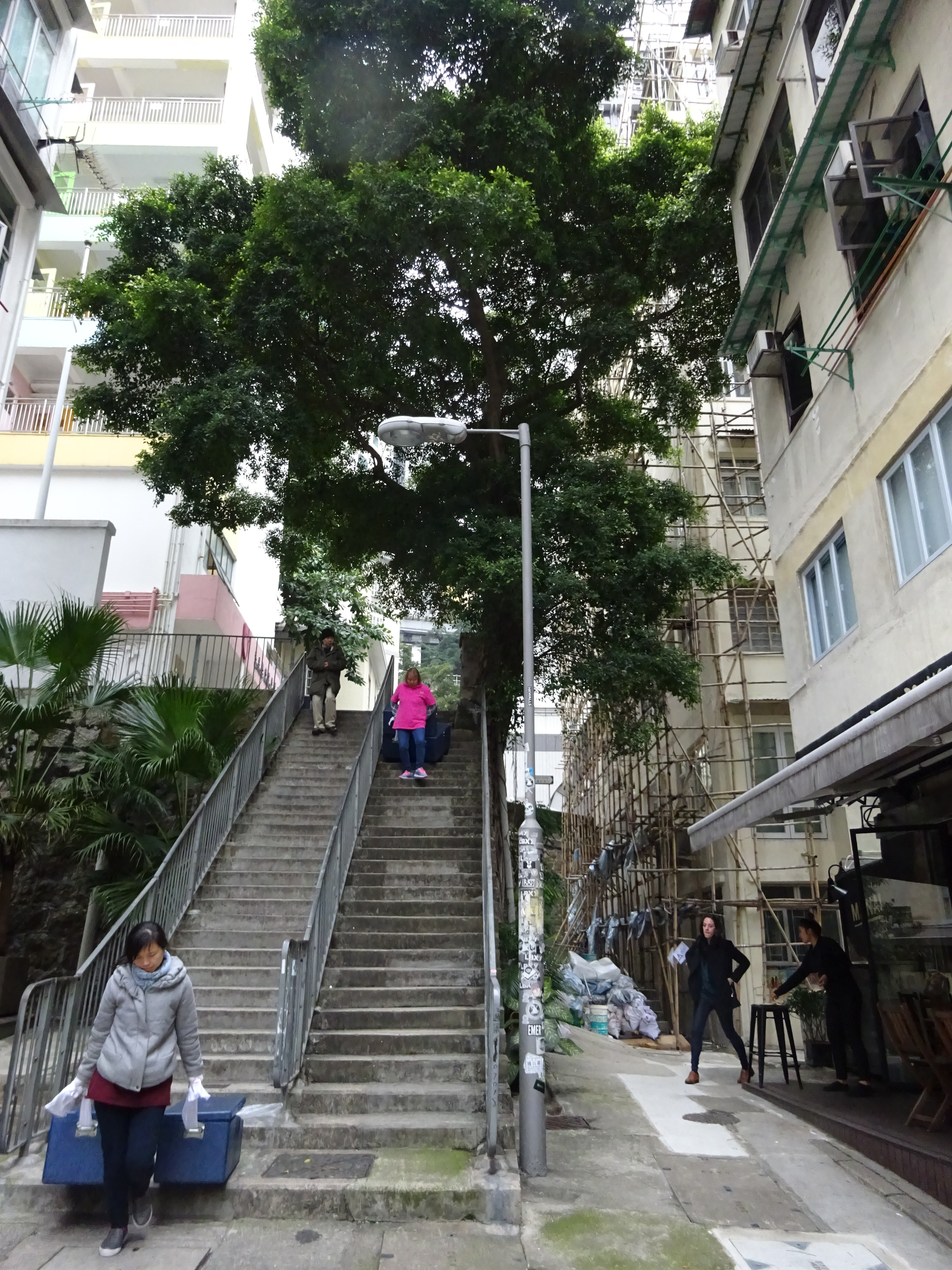
磅巷的樓梯級

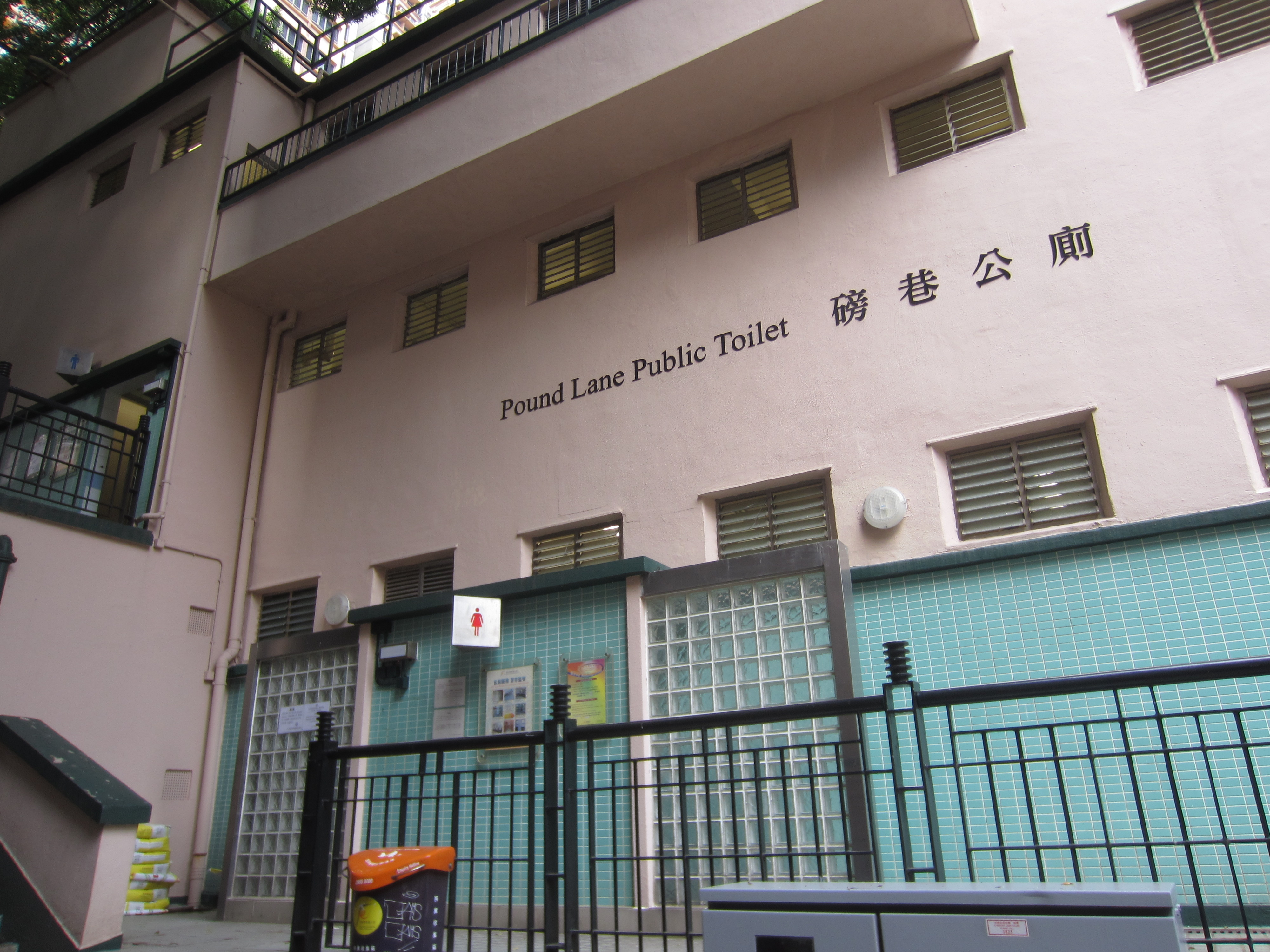
設有浴室的磅巷公廁
（Pound Lane Public Toilet）

磅巷是位於香港香港島上環的一條古老行人樓梯街，南北走向，最高南至醫院道，行人再上可以通往堅道與般咸道2號交接的合一堂、前那打素醫院（現稱羅便臣道80號）及英華女學校等。磅巷北至山下的荷李活道近水坑口街南，及荷李活道公園。

## 歷史
磅巷是香港殖民地時期早期華人聚居的地方，於1894年香港鼠疫後，香港政府為了改善區內的衛生環境，1904年於磅巷興建了首座提供淋浴設備的香港公廁。

## 名稱由來
磅巷的「Pound」並非指重量單位「磅」，而是取自當時由英國人設立的一個動物收容所（英文也是），音譯了事，便翻譯成今天的磅巷一詞。

## 興建扶手電梯風波
2008年，政府建議《興建上坡地區自動扶梯連接系統的評審制度》，加強斜坡之間的連接。
2013年第3季，政府就磅巷扶手電梯項目諮詢公眾，計算出人流達10,000人次，亦可減省居民步行約300級樓梯。方案推出後受到民間批評，主要原因是被古物古蹟辦事處界定屬二級歷史建築的醫院道4號圍牆有可能需要被拆除及重置。路政署表示收到約5000份意見書。到2015年1月推出優化方案，修改部份走線。唯磅巷關注組批評，優化方案未回應誇大使用人數的問題。

## 途經景觀
- 醫院道
- 律打街
- 普慶坊
- 百姓廟
- 卜公花園
- 東華醫院
- 太平山街
- 荷李活道
- 天主教總堂區學校

## 外部連結
- 近況
- 上環磅巷地圖 （页面存档备份，存于）
- 上環磅巷的歷史
- 上環磅巷名稱的傳說 （页面存档备份，存于）